# Sergejew-Talsperre
Die Sergejew-Talsperre (kasachisch Сергеев бөгені) liegt in Nordkasachstan am Ischim (Jessil).
Die Talsperre wurde 1969 bei Sergejew erstellt. Sie staut den Ischim auf einer Länge von 75 km. Der Stausee hat eine Fläche von 117 km² und eine maximale Breite von 7 km. Das Stauvolumen beträgt 693 Millionen m³. Der Imanburlyq mündet von Osten kommend in den Stausee. Das Wasserkraftwerk hat eine installierte Leistung von 2 MW.